# Medovarce
Medovarce es un municipio del distrito de Krupina en la región de Banská Bystrica, Eslovaquia, con una población estimada a final del año 2024 de 218 habitantes.
Se encuentra ubicado al oeste de la región, sobre los montes Centrales Eslovacos (Cárpatos occidentales), a poca distancia al sur del río Hron —un afluente izquierdo del Danubio— y al este de la región de Nitra.

## Demografía
| Año        | 1994 | 2004   | 2014    | 2024    |
| ---------- | ---- | ------ | ------- | ------- |
| Población  | 250  | 247    | 238     | 218     |
| Diferencia |      | −1,2 % | −3,64 % | −8,40 % |

| Año        | 2023 | 2024    |
| ---------- | ---- | ------- |
| Población  | 216  | 218     |
| Diferencia |      | +0,92 % |